# Pliohippus
Pliohippus es un género extinto de mamíferos perisodáctilos de la familia de los équidos, que vivió durante el Plioceno en América del Norte. Era herbívoro, cuadrúpedo y de cuello largo y arqueado.
Surgió de Calippus en el Mioceno Medio, alrededor de 12 millones de años atrás. Era muy similar en apariencia al Equus, a pesar de que tenía dos dedos largos en ambos lados de la pezuña.
Hasta hace poco, se creía que Pliohippus era el ancestro de los actuales caballos, porque presentaba muchas de sus semejanzas anatómicas. Sin embargo, aunque claramente Pliohippus fue un pariente cercano del Equus, su cráneo presenta profundas fosas faciales, mientras que en el Equus no están esas fosas en absoluto. Además, sus dientes eran muy curvos, a diferencia de los dientes bien rectos de los caballos modernos. En consecuencia, es poco probable que sea el ancestro del caballo moderno, en cambio, es un probable candidato para ser el antepasado de Astrohippus.

## Galería

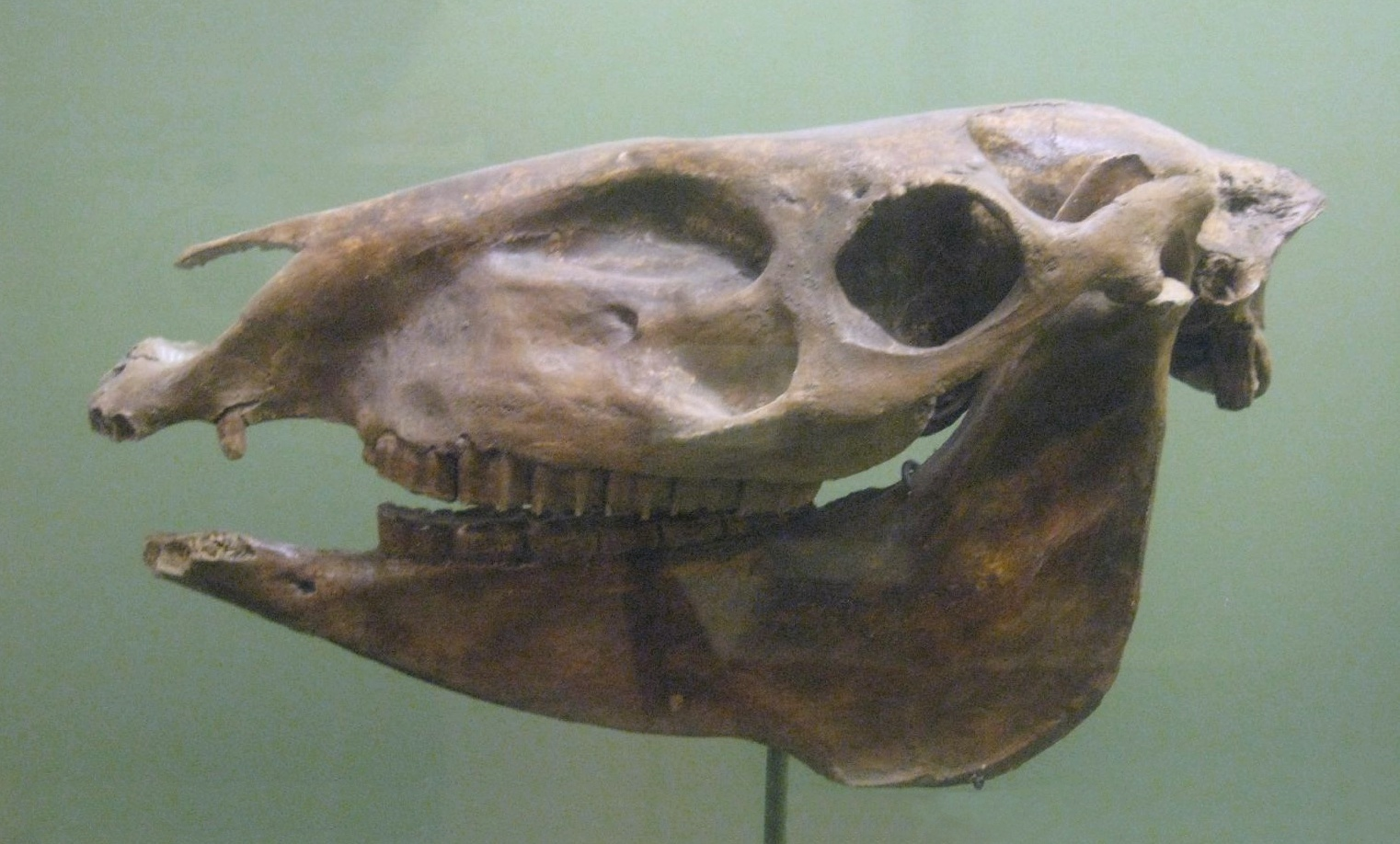
Pliohippus pernix
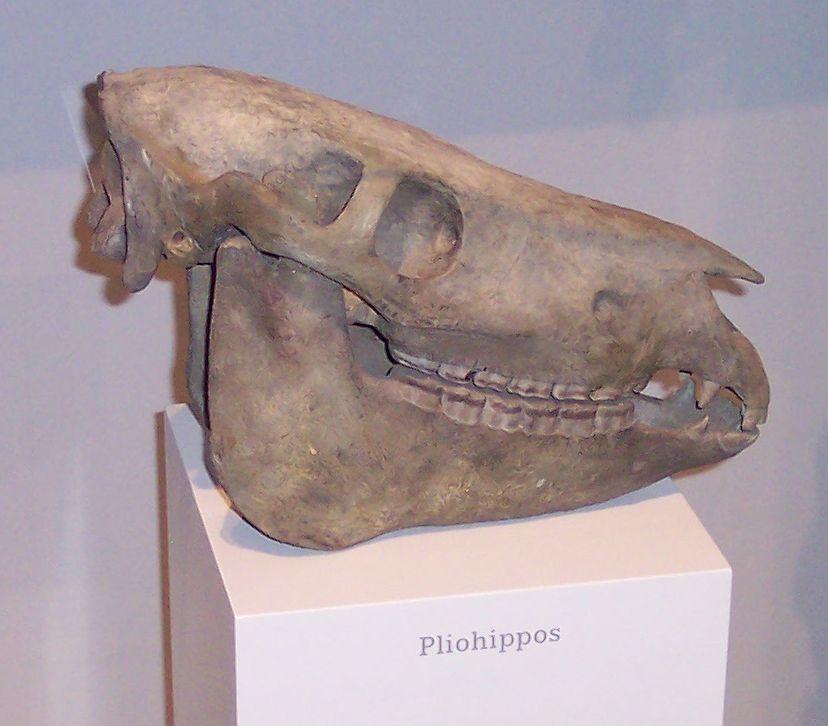
Pliohippus schadel
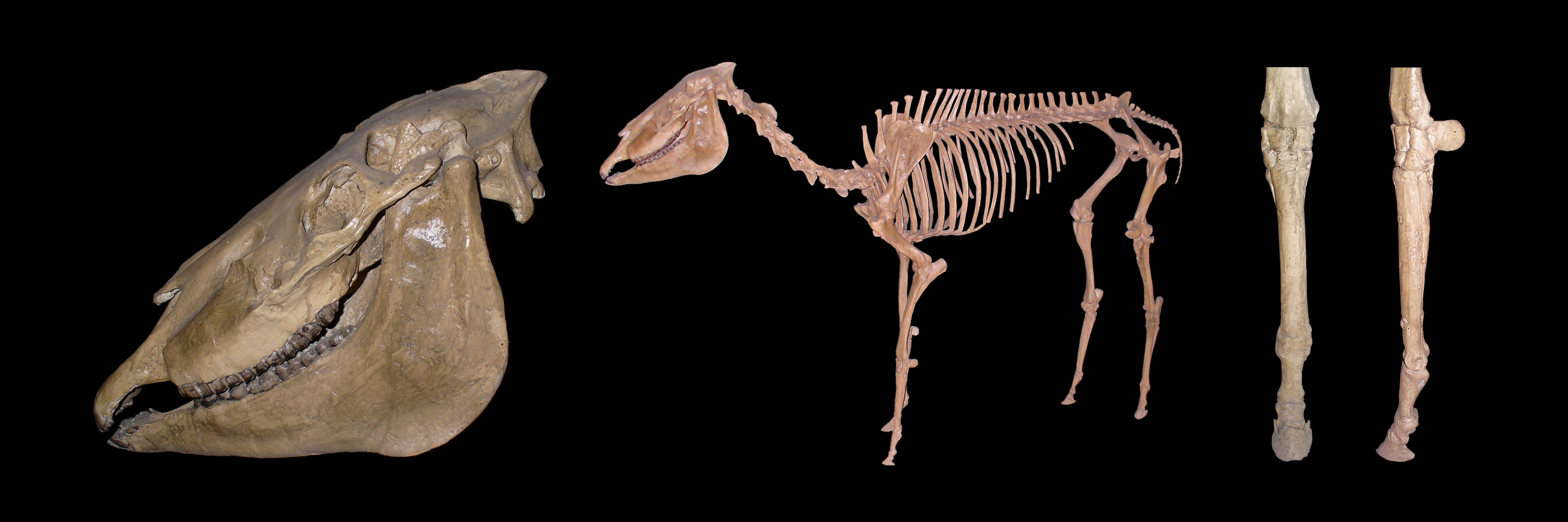
Réplica de un espécimen del Museo Americano de Historia Natural, Nueva York); Cráneo, esqueleto completo, pata delantera frontal derecha e izquierdal; Staatliches Museum für Naturkunde Karlsruhe, Alemania.
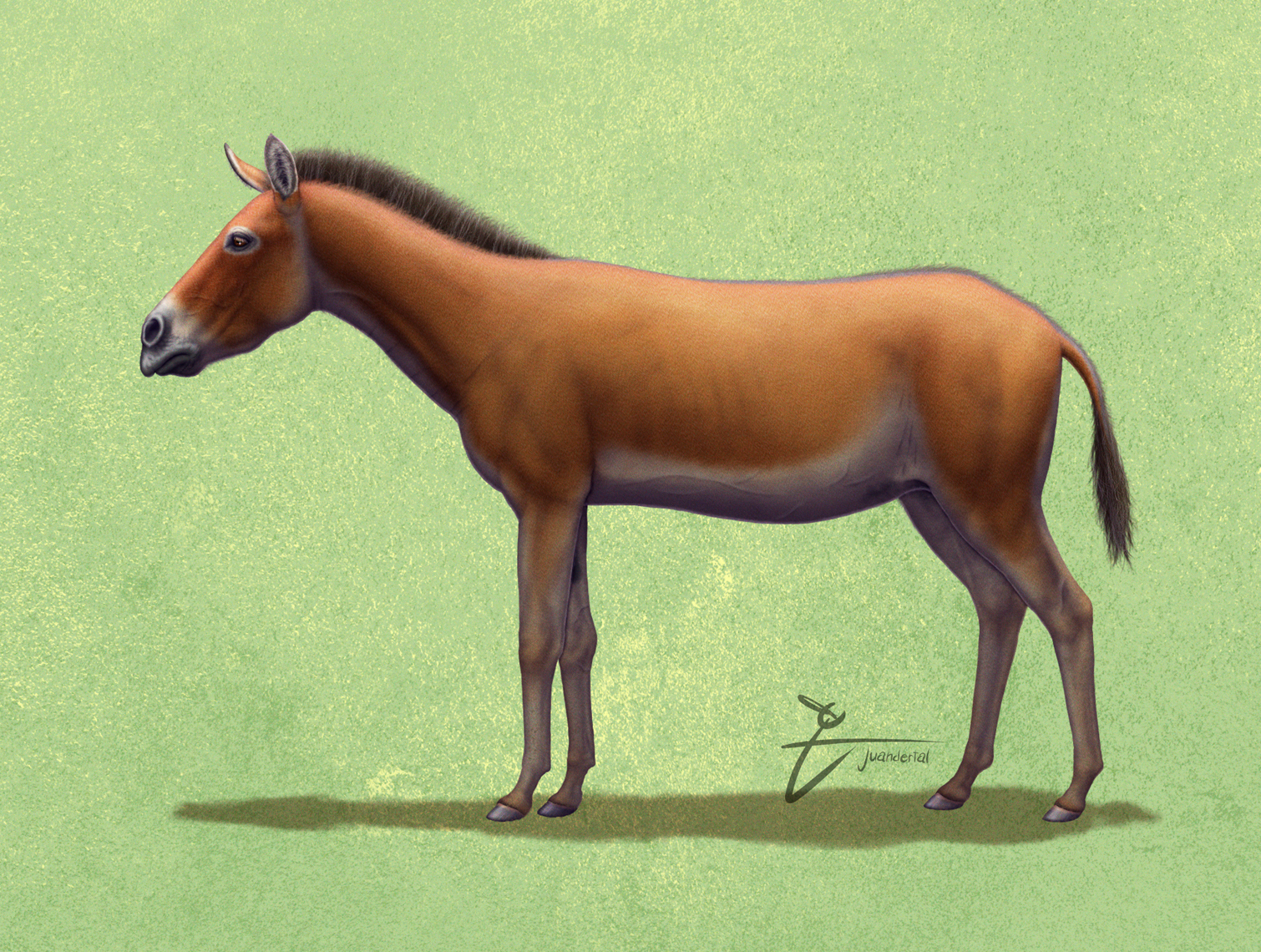
Reconstrucción en vida de P. pernix.